# Saga Fandou
Saga Fandou (auch: Saga Fondobon) ist ein Stadtviertel (französisch: quartier) im Arrondissement Niamey IV der Stadt Niamey in Niger.

## Geographie
Saga Fandou befindet sich im Nordosten des urbanen Gemeindegebiets von Niamey. Westlich des Stadtviertels erstreckt sich der Grüngürtel von Niamey. Im Süden grenzt es an das Stadtviertel Niamey 2000. Saga Fandou liegt wie der gesamte Nordosten von Niamey in einem Tafelland mit einer weniger als 2,5 Meter tiefen Sandschicht, wodurch nur eine begrenzte Einsickerung möglich ist.

## Geschichte
Das Stadtviertel Saga Fandou entstand zu Beginn des 21. Jahrhunderts.

## Bevölkerung
Bei der Volkszählung 2012 hatte Saga Fandou 11.267 Einwohner, die in 1671 Haushalten lebten.